# Alan (ur. 1979)
Alan Osório da Costa Silva, zwyczajowo Alan (ur. 19 września 1979 w Salvador, Bahia) – piłkarz brazylijski, napastnik. Grał dla takich klubów jak: Ipatinga FC, CS Marítimo, FC Porto, Vitória SC (wyp.), SC Braga.

## Kariera piłkarska

### Początek kariery
Po podpisaniu profesjonalnego kontraktu z Lustenau Ribeirão Preto, Alan przeniósł się za granicę, łączącą wybrzeże Portugalii. Pierwszy klub to Club Sport Marítimo, zagrał 107 meczów i strzelił 14 bramek w ciągu 4 lat.

### FC Porto
Alan po transferze do F.C. Porto, wystąpił tam 32 razy i strzelił zaledwie 2 bramki podczas 3 sezonów. Został też wypożyczony do klubu Vitória Guimarães gdzie zagrał 29 razy i strzelił jedną bramkę. W 2008 roku odszedł z klubu.

### SC Braga
Gdy przeniósł się do Bragi razem z nią zakwalifikował się do Ligi Mistrzów UEFA pokonując Sevilla FC. Strzelił dla klubu 17 goli w 100 występach.